# Ронсон, Шарлотта
Шарлотта Джулия Ронсон (англ. Charlotte Julia Ronson, родилась 7 августа 1977 года, Лондон, Великобритания) — английский модельер, в настоящее время проживает в Лос-Анджелесе, США.

## Карьера
Шарлотта Ронсон всегда интересовалась модой, однако она начала заниматься дизайном после того, как друзья попросили её создать для них вещи. Она окончила Нью-Йоркский университет (NYU) по специальности Studio Art и стажировалась в Harper’s Bazaar, Rolling Stone и у дизайнера Синтии Роули.
В 2001 году она начала привлекать внимание популярных журналов мод, таких как Vogue. К маю 2002 года Ронсон открыла свой флагманский магазин на Элизабет-стрит в Нью-Йорке. Бренд Charlotte Ronson является партнёром японской компании по производству одежды The Wall.

### Charlotte Ronson
Оригинальная линия C. Ronson теперь является ответвлением более крупного бренда Charlotte Ronson, а нынешний магазин в Нью-Йорке теперь расположен на Малберри-стрит. В 2008 году Ронсон разработала коллаборацию под названием «Play» Ронсон для Urban Outfitters, названную в честь микстейпа, который её сестра Саманта Ронсон сделала для неё. Шарлотта разработала линию для JCPenney под названием «I 'Heart' Ronson». Весна 2009 года стала первым показом Ронсон в Брайант-парке, основных палатках, на Неделе моды в Нью-Йорке.
Бренд Шарлотты Ронсон носили такие знаменитости, как Миша Бартон, Жизель Бюндхен, Энди Дик, Дженнифер Лав Хьюитт, Линдси Лохан, Кейт Мосс, Эллен Помпео, Николь Ричи, Вайнона Райдер, Джессика Симпсон и Гвен Стефани.

## Личная жизнь
Ронсон родилась в семье писательницы и светской львицы Энн Декстер-Джонс и магната недвижимости Лоуренса Ронсона. Шарлотта сообщала, что её мама была строгой, когда она росла, и не разрешала ей посещать концерты.
Она связана с политиками Малькольмом Рифкиндом и Леоном Бриттаном и является племянницей бизнесмена Джеральда Ронсона. Родители Ронсон имеют еврейское ашкеназское происхождение, их предки были из России, Литвы и Австрии, и Шарлотта выросла в консервативном иудаизме.
У неё есть брат и сестра: сестра-близнец Саманта Ронсон, которая работает диджеем, и старший брат Марк Ронсон, который тоже является диджеем, а также музыкальным продюсером, певцом, автором песен. Энн Декстер-Джонс и Лоуренс Ронсон развелись. Мать Ронсон снова вышла замуж за Мика Джонса из рок-группы Foreigner, и семья переехала в Нью-Йорк. У Ронсон есть пять сводных братьев и сестёр от повторных браков её родителей.
С 2014 года Ронсон состоит в отношениях с фронтменом инди-рок-группы «The Format» Нейтом Рюссом. У пары трое детей: сын Левон Ронсон-Рюсс (род. в феврале 2017) и две дочери — Олимпия Джеральдин Ронсон-Рюсс (род. в апреле 2019) и Дельфин Ронсон-Рюсс (род. 17 июля 2023).

## Избранная фильмография
| Год       |   | Русское название | Оригинальное название | Роль              |
| --------- | - | ---------------- | --------------------- | ----------------- |
| 2007—2010 | с | Сплетница        | Gossip Girl           | в роли самой себя |